# AHL 1950/51
Die Saison 1950/51 war die 15. reguläre Saison der American Hockey League (AHL). Während der regulären Saison sollten die zehn Teams der Liga jeweils 70 Spiele bestreiten, jedoch musste der Spielplan durch das vorzeitige finanzielle Aus der New Haven Eagles geändert werden. Die sechs besten Mannschaften der AHL spielten anschließend in einer Play-off-Runde um den Calder Cup.

## Teamänderungen
Folgende Änderungen wurden vor Beginn der Saison vorgenommen:
- Die New Haven Ramblers änderten ihren Namen in New Haven Eagles
- Die New Haven Eagles stellten nach 28 Spielen den Spielbetrieb ein

## Reguläre Saison

### Abschlusstabellen
Abkürzungen: GP = Spiele, W = Siege, L = Niederlagen, T = Unentschieden, OTL = Niederlage nach Overtime, GF = Erzielte Tore, GA = Gegentore, Pts = Punkte

Erläuterungen: In Klammern befindet sich die Platzierung innerhalb der Conference;       = Playoff-Qualifikation,       = Division-Sieger,       = Conference-Sieger

#### Reguläre Saison
| East Division       | GP | W  | L  | T | GF  | GA  | Pts |
| ------------------- | -- | -- | -- | - | --- | --- | --- |
| Buffalo Bisons      | 70 | 40 | 26 | 4 | 309 | 284 | 84  |
| Hershey Bears       | 70 | 38 | 28 | 4 | 256 | 242 | 80  |
| Springfield Indians | 70 | 27 | 37 | 6 | 268 | 254 | 60  |
| Providence Reds     | 70 | 24 | 41 | 5 | 247 | 303 | 53  |
| New Haven Eagles    | 28 | 5  | 23 | 0 | 74  | 154 | 10  |

| West Division         | GP | W  | L  | T | GF  | GA  | Pts |
| --------------------- | -- | -- | -- | - | --- | --- | --- |
| Cleveland Barons      | 71 | 44 | 22 | 5 | 281 | 221 | 93  |
| Indianapolis Capitals | 70 | 38 | 29 | 3 | 287 | 255 | 79  |
| Pittsburgh Hornets    | 71 | 31 | 33 | 7 | 212 | 177 | 69  |
| St. Louis Flyers      | 70 | 32 | 34 | 4 | 233 | 252 | 68  |
| Cincinnati Mohawks    | 70 | 28 | 34 | 8 | 203 | 228 | 64  |

### Beste Scorer
Abkürzungen: GP = Spiele, G = Tore, A = Assists, Pts = Punkte, +/- = Plus/Minus, PIM = Strafminuten; Fett: Saisonbestwert
| Spieler            | Team                  | GP | G  | A  | Pts | PIM |
| ------------------ | --------------------- | -- | -- | -- | --- | --- |
| Ab DeMarco         | Buffalo Bisons        | 64 | 37 | 76 | 113 | 35  |
| Grant Warwick      | Buffalo Bisons        | 65 | 34 | 65 | 99  | 43  |
| Jack McGill        | Providence Reds       | 69 | 29 | 69 | 98  | 58  |
| Fred Thurier       | Cleveland Barons      | 64 | 32 | 63 | 95  | 19  |
| George Sullivan    | Hershey Bears         | 70 | 28 | 56 | 84  | 36  |
| Max McNab          | Indianapolis Capitals | 70 | 36 | 48 | 84  | 8   |
| Fred Glover        | Indianapolis Capitals | 69 | 48 | 36 | 84  | 106 |
| Wally Hergesheimer | Cleveland Barons      | 71 | 42 | 41 | 83  | 8   |

## Calder-Cup-Playoffs

### Modus
Für die Play-offs qualifizierten sich die sechs besten Mannschaften der American Hockey League. In der ersten Play-off-Runde traf jeweils der Erste der Eastern Division auf den Ersten der Western Division, der Zweite der Eastern Division auf den Zweiten der Western Division, sowie der Dritte der Easern Division auf den Dritten der Western Division. Die beiden Sieger aus den Duellen der Mannschaften auf den Plätzen zwei und drei trafen daraufhin in der zweiten Runde aufeinander, während der Gewinner aus dem Duell der beiden Divisionsgewinner durch ein Freilos automatisch für das Finale qualifiziert war. Die ersten beiden Play-off-Runden fanden im Modus Best-of-Five statt, wobei die beiden Divisionsgewinner im Modus Best-of-Seven um die Finalteilnahme spielten. Das Finale selbst wurde ebenfalls im Modus Best-of-Seven ausgespielt.

### Play-off-Übersicht

#### Erste Runde
- (W1) Cleveland Barons – (E1) Buffalo Bisons 4:0
- (E2) Hershey Bears – (W2) Indianapolis Capitals 3:0
- (W3) Pittsburgh Hornets – (E3) Springfield Indians 3:0

#### Zweite Runde
- (W1) Freilos für die Cleveland Barons
- (W3) Pittsburgh Hornets – (E2) Hershey Bears 3:0

#### Finale
- (W1) Cleveland Barons – (W3) Pittsburgh Hornets 4:3

## Vergebene Trophäen

### Mannschaftstrophäen
| Auszeichnung                                                            | Team             |
| ----------------------------------------------------------------------- | ---------------- |
| Calder Cup Gewinner der AHL-Playoffs                                    | Cleveland Barons |
| F. G. „Teddy“ Oke Trophy Bestes Team der West Division, reguläre Saison | Cleveland Barons |

### Individuelle Trophäen
| Auszeichnung                                                                  | Spieler            | Team               |
| ----------------------------------------------------------------------------- | ------------------ | ------------------ |
| Les Cunningham Award MVP der regulären Saison                                 | Ab DeMarco         | Buffalo Bisons     |
| Carl Liscombe Trophy Bester Scorer                                            | Ab DeMarco         | Buffalo Bisons     |
| Dudley „Red“ Garrett Memorial Award Bester Rookie                             | Wally Hergesheimer | Cleveland Barons   |
| Harry „Hap“ Holmes Memorial Award Torhüter mit dem geringsten Gegentorschnitt | Gil Mayer          | Pittsburgh Hornets |